# Ovidiu Komornyik
Ovidiu Komornyik (n. 29 ianuarie 1969, Dej) este un cântăreț, compozitor și textier de muzică ușoară român. În 1990 a participat la Festivalul de la Mamaia, iar un an mai târziu a fost laureat cu premiul I al festivalului Internațional București și a obținut Premiul II la secțiunea interpretare în cadrul festivalului de la Mamaia. 